# Arthur Okonkwo
Arthur Chukwuezugo Okonkwo (ur. 9 września 2001 w Londynie) – angielski piłkarz nigeryjskiego pochodzenia występujący na pozycji bramkarza w walijskim klubie Wrexham. Wychowanek Arsenalu, w trakcie swojej kariery grał także w takich zespołach, jak Crewe Alexandra oraz Sturm Graz. Młodzieżowy reprezentant Anglii.

## Statystyki kariery
(aktualne na dzień 29 czerwca 2023)
| Klub            | Sezon   | Liga       | Liga  | Liga   | Puchary krajowy | Puchary krajowy | Puchary kontynentalne | Puchary kontynentalne | Suma  | Suma   |
| Klub            | Sezon   | Liga       | Mecze | Bramki | Mecze           | Bramki          | Mecze                 | Bramki                | Mecze | Bramki |
| --------------- | ------- | ---------- | ----- | ------ | --------------- | --------------- | --------------------- | --------------------- | ----- | ------ |
| Crewe Alexandra | 2022/23 | League Two | 23    | 0      | 3               | 0               | –                     | –                     | 26    | 0      |
| Sturm Graz      | 2022/23 | Bundesliga | 15    | 0      | 3               | 0               | –                     | –                     | 18    | 0      |
| Łącznie         | Łącznie | Łącznie    | 38    | 0      | 6               | 0               | 0                     | 0                     | 44    | 0      |

## Sukcesy
Sturm Graz
- Puchar Austrii: 2022/23